# Hans-Wolf Jäger
Hans-Wolf Jäger (* 16. April 1936 in Saarbrücken) ist ein deutscher Germanist.

## Leben
Hans-Wolf Jäger legte 1955 das Abitur am Realgymnasium in Saarbrücken ab und studierte 1955–1957 Philosophie, Psychologie und Katholische Theologie an der Universität des Saarlandes. Anschließend setzte er seine Studien in Freiburg i. B. fort und promovierte 1960 dort bei dem Philosophen Max Müller mit der Arbeit Resignation als Gefühl, Stimmung, Haltung. An der Ludwig-Maximilians-Universität in München übernahm er Lehraufträge für Philosophie, begann ein Germanistikstudium und legte 1963 das Staatsexamen in den Fächern Germanistik und Katholische Religionslehre ab. 1962–1966 war er Wissenschaftlicher Assistent im Fach Philosophie an der Pädagogischen Hochschule Stuttgart. Daneben vertrat er eine philosophische Dozentur an der Pädagogischen Hochschule Esslingen. 1966 wurde er Assistent am Deutschen Seminar der Universität München, 1968 Habilitations-Stipendiat der DFG.
1972 wurde er zum Professor für Neuere deutsche Literaturgeschichte an der Universität Bremen berufen. Seit 2001 ist er emeritiert.
Gastprofessuren nahm er in Dänemark, Polen und den USA wahr. Von 1978 bis 1990 leitete er den von ihm mitgegründeten Forschungsschwerpunkt „Literatur der Spätaufklärung“ an der Universität Bremen, von 1990 bis 2001 das „Institut Deutsche Presseforschung“. Seine wichtigsten Lehr- und Veröffentlichungsfelder sind: Lehrdichtung, Reiseliteratur, Metrik, Geschichte der Rhetorik, Vormärz, Goethe.

## Schriften
- Politische Kategorien in Poetik und Rhetorik der 2. Hälfte des 18. Jahrhunderts. Metzler, Stuttgart 1970.
- Politische Metaphorik im Jakobinismus und im Vormärz. Metzler, Stuttgart 1971, ISBN 3-476-00195-4.
- Vergnügen und Engagement. Ein gutes Dutzend Miszellen. Ed. Lumière, Bremen 2001.
- Vorlesungen zur deutschen Literaturgeschichte. Ed. Lumière, Bremen.
  - Band 1: Humanismus, Reformation und Bauernkrieg, 2015
  - Band 2: Barock, 2016
  - Band 3: Aufklärung, 2016
  - Band 4: Empfindsamkeit, Sturm und Drang, Göttinger Hain, 2016
  - Band 5: Klassik, 2017
  - Band 6: Romantik, 2017
  - Band 7: Biedermeier / Vormärz, 2018
  - Band 8: Realismus und Gründerzeit, 2018
  - Band 9: Naturalismus. Literatur um 1900, 2019
  - Band 10: Boheme und Expressionismus, 2020
  - Band 11: Metrik, 2021